# アブデルカーデル・ターレブ・オマル
アブデルカーデル・ターレブ・オマル（アラビア語: عبد القادر طالب عمر‘abd al-qādil ṭālib ‘umar, スペイン語: Abdul Qader Talib Omar, 英語:Abdelkader Taleb Omar）はサハラ・アラブ民主共和国（西サハラ）の政治家。同国首相を14年間務めた。

## 経歴
サハラ・アラブ民主共和国の第3代大統領ムハンマド・アブデルアズィーズ率いるポリサリオ戦線所属議員であり、1995年から1999年まで、サハラ国民評議会の議長の職に就いた。そして2003年10月29日に首相に任命された。
現在はモロッコの軍事占領から逃れ、アルジェリアティンドゥフ県の難民キャンプで本部陣営を張り、そこで政治活動を行っている。2018年2月4日に首相を退任。

## 政策
アブデルカーデル・ターレブ・オマルは首相に任命された後、アルジェリア西部ティンドゥフ県の難民キャンプの管理を担当し、西サハラ問題解決計画以後の解決方法として、ベイカー計画を画策したが、モロッコ・ポリサリオ戦線などから拒絶され、未遂に終わった。